# فرودگاه بین‌المللی دالاس-فورت ورث
فرودگاه بین‌المللی دالاس-فورت وُرث (به انگلیسی: Dallas/Fort Worth International Airport) (یاتا: DFW، ایکائو: KDFW، موقعیت‌یاب اف‌آآ: DFW) فرودگاهی بین‌المللی در دالاس‌فورت وورث ایالت تگزاس ایالات متحده آمریکا است. این فرودگاه بزرگ‌ترین قطب امریکن ایرلاینز است که دفتر مرکزی آن در نزدیکی این فرودگاه قرار دارد. در سال ۲۰۱۵ میلادی، فرودگاه بین‌المللی دالاس-فورت وُرث ۶۴٬۱۷۴٬۱۶۳ تن مسافر را جابه‌جا کرد.
این فرودگاه سومین فرودگاه پررفت‌وآمد جهان بر پایهٔ تعداد پرواز و نهمین فرودگاه پررفت‌وآمد جهان بر پایه شمار مسافر است و از نظر مسافر و جابه‌جایی هواپیما، پررفت‌وآمدترین فرودگاه ایالت تگزاس است. از نظر پروازهای بین‌المللی نیز دهمین فرودگاه بزرگ ایالات متحدهٔ آمریکا و دومین فرودگاه بزرگ ایالت تگزاس (پس از فرودگاه بین‌المللی جرج بوش) محسوب می‌شود. امریکن ایرلاینز با حدود ۹۰۰ پرواز روزانه از این فرودگاه، پس از دلتا ایرلاینز در فرودگاه بین‌المللی هارتسفیلد-جکسون آتلانتا، دومین قطب شرکت هواپیمایی بزرگ در جهان و ایالات متحده آمریکا است.
بنا بر داده‌های اکتبر ۲۰۱۴ میلادی، فرودگاه بین‌المللی دالاس-فورت ورث جمعاً به ۲۰۷ مقصد در سراسر جهان پرواز برگزار می‌کند که شامل ۵۸ مقصد بین‌المللی و ۱۴۹ مقصد داخلی در ایالات متحدهٔ آمریکا می‌شود. این فرودگاه با گذشتن از ۲۰۰ مقصد، به جرگهٔ فرودگاه‌هایی پیوست که چنین قابلیتی را دارا هستند، این فرودگاه‌ها عبارتند از فرودگاه بین‌المللی فرانکفورت، فرودگاه اسخیپول آمستردام، فرودگاه شارل دوگل پاریس، فرودگاه بین‌المللی هارتسفیلد-جکسون آتلانتا، فرودگاه بین‌المللی اوهر شیکاگو، فرودگاه مونیخ و فرودگاه بین‌المللی دوبی.

## شرکت‌های هواپیمایی و مقصدهای پروازی

### مسافری
| شرکت‌های هواپیمایی                            | مقصدهای پروازی |
| -------------------------------------------- | --- |
| آئرومکزیکو کانکت                             | مکزیکو سیتی |
| ایر کانادا اکسپرس                            | مونترآل-پییر الیوت ترودو، پیرسون تورنتو, ونکوور |
| آلاسکا ایرلاینز                              | پورتلند، سیاتل-تاکوما |
| آلاسکا ایرلاینز اجرا توسط هوریزن ایر         | پورتلند |
| امریکن ایرلاینز                              | آلبوکرکی، هارتسفیلد-جکسون آتلانتا، آستین، ثرگود مارشال بالتیمور واشینگتن، پکن، فیلیپس اس. دبلیو. گلدسان، ال دورادو، بویزی، لوگان، مینیسترو پیستارینی, کانکون، کینتانا رو، چارلستون، شارلوت داگلاس، اوهر شیکاگو، سینسیناتی/کنتاکی شمالی، کلیولند هاپکینز، Colorado Springs، پورت کلمبوس، کوزومل، دیتون، دنور، دی موین، آیووا، متروپولیتن شهرستان وین دیترویت، ال پاسو، فورت لادردیل–هالیوود، ساوثوست فلوریدا، فرانکفورت، فرسنو یوسیمیتی، اوون رابرتس, دن میگوئل هیدالگو وای کوستیا، لا آررا، بردلی، هنگ کنگ، بین الملی هونولولو، جرج بوش، ایندیاناپلیس، جکسنویل، کاهولوی، کانزاس‌سیتی، مک‌کاران، دل بایو، دنیل اودوبر کیروش، خورخه چاوز، هیترو لندن، لس‌آنجلس، مادرید-باراخاس، اوگوستو سزار ساندینو، مک‌آلن-میلر، ممفیس، مکزیکو سیتی، میامی، ژنرال میچل، مینیاپولیس−سنت پل، سنگستر، نشویل، لوئیز آرمسترانگ نیو اورلنان، جان اف کندی، لاگواردیا، لیبرتی نیوآرک، نورفک، ویل راجرز، صحرایی اپلی، انتاریو، جان وین، اورلاندو، پام اسپرینگز، شارل دوگل پاریس، فیلادلفیا، فینکس اسکای هاربر، پیتسبورگ، پورتلند، ال آی سی. گوستاو دیاز اورداز، نیو کیتو، رالی-دورهام، رنو تاهوئه، ریچموند، خوآن مانوئل گالوس، سکرامنتو، لامبرت-ست لوی، سالت‌لیک‌سیتی، سن آنتونیو، سن دیه‌گو، سانفرانسیسکو، سان خوزه، خوآن سانتاماریا، لوس کابوس، لوئیز مونز مارین، السالوادور، کومودورو ارتورو مرینو بنیتز، سائو پائولو گوارولوس، سیاتل-تاکوما، اینچئون، شانگهای پودنگ، اسپوکن، تمپا، ناریتا، پیرسون تورنتو، توسان، تالسا، اکلاهما، ونکوور، دالس واشینگتن، ملی رونالد ریگان واشینگتن، پام بیچ، ویچیتا مید-کانتیننت فصلی: اسخیپول آمستردام, تد استیونز انکوریج، بوزمن یلوواستون، منطقه‌ای شهرستان ایگل، منطقه‌ای نورث‌وست (آغاز از ۲۲ اوت ۲۰۱۷), محلی گانسیون-کرستد بوته، یمپا ولی، ایکستاپا-سیواتانخو، جکسن هول، کونا، لیهوئه (آغاز از ۱۵ دسامبر ۲۰۱۷)، منطقه‌ای مونتروز، لیندن پیندلینگ، پنساکولا، پراویدنشیالز، پونتا کانا، ریو دوژانیرو گالیائو (برقراری مجدد از ۱۵ دسامبر ۲۰۱۷)، لئوناردو دا وینچی-فیومیچینو, شهرستان سانتا باربارا                       |
| امریکن ایگل                                  | منطقه‌ای ابلین، ال آی سی. خزوس تران پردو، آلبوکرکی، الکساندریا، ریک هازبند آماریلو، باتون‌روژ متروپالیتن، منطقه‌ای جک بروکس، بیلینگز لوگان، برمینگهم-شاتلسورث، شهری بیسمارک، منطقه‌ای سنترال ایلنوی، بویزی، بوزمن یلوواستون، برانزویل/ساوث پادره آیلند، کالگری، آیوای شرقی، ویلارد دانشگاه ایلینوی، چارلستون، چتنوگا مترپالیتن، ژنرال روبرتو فیرو ویلالوبوس، سینسیناتی/کنتاکی شمالی، ایستر وود، Colorado Springs، منطقه‌ای کلمبیا، شهرستان کلمبیا، کرپوس کریستی، دیتون، دی موین، آیووا، شهرستان دورانگو-لا پلاتا، ال پاسو، محلی اونسویل، هکتور، منطقه‌ای نورث‌وست، محلی فورت اسمیث، منطقه‌ای نورث‌وست، فورت وین، ایندیانا، محلی گاردن ستی، منطقه‌ای سنترال نبرسکا، محلی گرند جانکشن، جرالد فورد، پیدمونت تراید، گرنویل-اسپارتانبورگ، گلف پورت-بیلوکسی، منطقه‌ای هاتیسبورگ-لاورل، ویلیام پی. هابی، جرج بوش، هانتسویل، جکسن-اورز، جکسنویل، منطقه‌ای جاپلین، کانزاس‌سیتی، کایلین فورت‌هود، مک‌گی تایسن، لفیت ریجنل، لیک چارلز ریجنل، لاردو، لاوتن-فرت سل ریجنل، بلوگرس، صخره کوچک ملی، منطقه‌ای ایست تگزاس، لوئیویل، لوبوک پرستون اسمیت، منطقه‌ای شهرستانی دین، منطقه‌ای منهتن، مک‌آلن-میلر، ممفیس، منطقه‌ای مریدیان، میدلند، ژنرال میچل، منطقه‌ای موبایل، کواد سیتی، منطقه‌ای مونرو، ژنرال ماریانو اسکبیدو، منطقه‌ای مانتگامری، مونترآل-پییر الیوت ترودو، ژنرال فرنسیسکو موییکا، نشویل، لوئیز آرمسترانگ نیو اورلنان، ویل راجرز، صحرایی اپلی، پنساکولا، ژنرال وین براندزینو داونینگ پیوریا، هرمانوس سردن، کوئره‌تارو، محلی رپید سیتی، مرکز هوایی بین‌المللی راسول، منطقه‌ای سن آنجلو، پونچیانو آریاگا، شهرستان سانتا باربارا، شهرستان سانتا فه، سوننه/هیلتن حعیا، منطقه‌ای شروپورت، سو گیت‌وی، محلی سو فالز، کپیتل آبراهام لینکن، ملی اسپرینگفیلد-برانسون، محلی استیلواتر، محلی تالاهاسی، محلی تکسارکنا، پیرسون تورنتو، فرنسیسکو سارابیا، توسان، تالسا، اکلاهما، محلی تایلر پاوندز، محلی واکو، ویچیتا مید-کانتیننت، شهری ویچیتا فالز، ژنرال لئوباردو رویز فصلی: شهرستان اسپن – پیتکین، ایکستاپا-سیواتانخو، ژنرال رافائل بولنا، منطقه‌ای مونتروز، چری کپیتل |
| اویانکا السالوادور                           | السالوادور |
| بوتیک ایر                                    | پایانه هوایی کورن سیتی، شهری کلووویس، منطقه‌ای مید دلتا |
| بریتیش ایرویز                                | هیترو لندن |
| کیمن ایرویز                                  | فصلی: اوون رابرتس |
| دلتا ایرلاینز                                | هارتسفیلد-جکسون آتلانتا، متروپولیتن شهرستان وین دیترویت (پایان در ۲۹ اکتبر ۲۰۱۷), لس‌آنجلس (آغاز از ۲ سپتامبر ۲۰۱۷), مینیاپولیس−سنت پل (پایان در ۳ نوامبر ۲۰۱۷), جان اف کندی (آغاز از ۳ آوریل ۲۰۱۸), لاگواردیا، سالت‌لیک‌سیتی |
| دلتا کانکشن                                  | سینسیناتی/کنتاکی شمالی، متروپولیتن شهرستان وین دیترویت، لس‌آنجلس، مینیاپولیس−سنت پل، جان اف کندی، لاگواردیا، سالت‌لیک‌سیتی |
| هواپیمایی امارات                             | دوبی |
| هواپیمایی اتحاد                              | ابوظبی |
| فرانتیر ایرلاینز                             | دنور، اورلاندو فصلی: سینسیناتی/کنتاکی شمالی، ژنرال میچل |
| اینتر جت                                     | مکزیکو سیتی |
| خطوط هوایی ژاپن                              | ناریتا |
| جت‌بلو                                        | لوگان |
| کورین ایر                                    | اینچئون |
| لوفت‌هانزا                                    | فرانکفورت |
| کانتاس                                       | سیدنی |
| هواپیمایی قطر                                | حمد |
| ساوثرن ایرویز اکسپرس                         | محلی سوت آرکانزاس در گودوینفیلد، شهرستان بون، میدان هوایی مموریال |
| اسپیریت ایرلاینز                             | هارتسفیلد-جکسون آتلانتا، ثرگود مارشال بالتیمور واشینگتن، کانکون، کینتانا رو، اوهر شیکاگو، دنور، متروپولیتن شهرستان وین دیترویت، فورت لادردیل–هالیوود، مک‌کاران، لس‌آنجلس، مینیاپولیس−سنت پل، لوئیز آرمسترانگ نیو اورلنان، لاگواردیا، اوکلند، اورلاندو، فیلادلفیا، فینکس اسکای هاربر، پیتسبورگ، سن دیه‌گو، لوس کابوس، تمپا فصلی: لوگان، کلیولند هاپکینز، میرتل بیچ |
| سان کانتری ایرلاینز                          | کانکون، کینتانا رو، مینیاپولیس−سنت پل فصلی: کوزومل، ال آی سی. گوستاو دیاز اورداز، پونتا کانا چارتر: لاوگهلین/بولهاد |
| تگزاس اسکای اجرا توسط کورپوریت فلایت منیچمنت | دل ریوو د ژانیرو، محلی ویکتوریا |
| یونایتد ایرلاینز                             | اوهر شیکاگو، دنور، جرج بوش، لیبرتی نیوآرک، سانفرانسیسکو، دالس واشینگتن |
| یونایتد اکسپرس                               | اوهر شیکاگو، دنور، جرج بوش، لس‌آنجلس، لیبرتی نیوآرک، سانفرانسیسکو، دالس واشینگتن |
| Vacation Express اجرا توسط سوویفت ایر        | فصلی: سنگستر، پونتا کانا |
| ویاایر                                       | برانسون |
| ولاریس                                       | دن میگوئل هیدالگو وای کوستیا |
| وست جت                                       | فصلی: کالگری |

### باری
| شرکت‌های هواپیمایی                                  | مقصدهای پروازی |
| -------------------------------------------------- | --- |
| ایربریج‌کارگو                                       | اسخیپول آمستردام، اوهر شیکاگو، لس‌آنجلس، شرمتیوو |
| Air China Cargo                                    | تد استیونز انکوریج، پکن، جان اف کندی، شانگهای پودنگ |
| Amazon Prime Air اجرا توسط ای‌بی‌ایکس ایر            | لی والی، ثرگود مارشال بالتیمور واشینگتن |
| Amazon Prime Air اجرا توسط ایر ترنسپورت اینترنشنال | سینسیناتی/کنتاکی شمالی |
| Amazon Prime Air اجرا توسط اطلس ایر                | سینسیناتی/کنتاکی شمالی |
| امری‌فلایت                                          | ریک هازبند آماریلو، سینسیناتی/کنتاکی شمالی، لوبوک پرستون اسمیت، نشویل، ویل راجرز، فینکس اسکای هاربر، سن آنتونیو، اسمیرنا، تالسا، اکلاهما، محلی واکو، ویچیتا مید-کانتیننت، شهری ویچیتا فالز          |
| آسیانا ایرلاینز                                    | هارتسفیلد-جکسون آتلانتا، اوهر شیکاگو، سیاتل-تاکوما |
| ای‌اس‌ال ایرلاینز بلژیک                              | هارتسفیلد-جکسون آتلانتا، لیژ |
| کارگوجت                                            | جان سی. منرو همیلتن، مکزیکو سیتی، پیرسون تورنتو |
| کارگولوکس                                          | اوهر شیکاگو، جرج بوش، لس‌آنجلس، مکزیکو سیتی |
| کارگولوکس ایتالیا                                  | میلانو مالپنسا |
| کاتای پاسیفیک                                      | تد استیونز انکوریج، هارتسفیلد-جکسون آتلانتا، جرج بوش، لس‌آنجلس |
| چاینا ایرلاینز                                     | تد استیونز انکوریج، هارتسفیلد-جکسون آتلانتا، اوهر شیکاگو، شانگهای پودنگ، تائویوان تایوان |
| دی‌اچ‌ال اوییشن اجرا توسط ای‌بی‌ایکس ایر               | سینسیناتی/کنتاکی شمالی |
| دی‌اچ‌ال اوییشن اجرا توسط کالیتا ایر                 | هنگ کنگ، لس‌آنجلس |
| دی‌اچ‌ال اجرا توسط امری‌فلایت                         | سینسیناتی/کنتاکی شمالی |
| امپایر ایرلاینز                                    | لوبوک پرستون اسمیت |
| اوا ایر                                            | تد استیونز انکوریج، لس‌آنجلس، سیاتل-تاکوما، تائویوان تایوان |
| فدکس اکسپرس                                        | فورت لادردیل–هالیوود، ایندیاناپلیس، لس‌آنجلس، ممفیس، فینکس اسکای هاربر، سیاتل-تاکوما |
| کورین ایر                                          | تد استیونز انکوریج، هارتسفیلد-جکسون آتلانتا |
| لوفت‌هانزا کارگو                                    | فرانکفورت، دن میگوئل هیدالگو وای کوستیا، مکزیکو سیتی |
| مارتین‌ایر                                          | ویل راجرز |
| نیپون کارگو ایرلاینز                               | تد استیونز انکوریج، اوهر شیکاگو، ناریتا |
| کانتاس فرایت اجرا توسط اطلس ایر                    | پکن، چنگچینگ ییانگبی |
| هواپیمایی قطر                                      | حمد، لیژ، لوگزامبورگ - فیندل |
| سنگاپور ایرلاینز کارگو                             | تد استیونز انکوریج، بروکسل، اوهر شیکاگو، سینسیناتی/کنتاکی شمالی, لس‌آنجلس، سیاتل-تاکوما |
| یوپی‌اس ایرلاینز                                    | آلبوکرکی، هارتسفیلد-جکسون آتلانتا، شیکاگو راکفرد، شهرستان کلمبیا، کوالالامپور، لس‌آنجلس، لوئیویل، لیبرتی نیوآرک، اوکلند، انتاریو، اورلاندو، پورتلند، سان خوزه، اسپوکن فصلی: بردلی، مینیاپولیس−سنت پل |